# Michael Palm
Michael Robert Palm, född 5 september 1979 är en svensk-amerikansk före detta basketbollspelare i Sundsvall Dragons och Borås Basket. Palm är en 210 centimeter långcenter, född i Göteborg, Sverige, men flyttade med sina föräldrar som baby till Seattle, WA, USA. Han har svenskt och amerikanskt medborgarskap.
Palm konkurrerade om en plats i den svenska EM-truppen 2003 men fick finna sig i att bli reserv på hemmaplan. Sedan dess har han tagit sig in i landslaget och spelat 44 A-landskamper. 2003 skrev Palm på ett treårskontrakt med Sundsvall Dragons i den svenska basketligan, ett kontrakt som sedan förlängdes fram till 2009. Säsongen 2008/2009 vann Palm SM-guld med Sundsvall Dragons. 
Sommaren 2009 värvades Palm till Borås Basket, där han spelade i nio säsonger innan han 2018 avslutade elitkarriären. 
Innan Palm kom till Sverige spelade amerikansk collegebasket för Western Washington University (1998-2003). Hans moderklubb är Rogers i USA.
Totalt blev det 20 säsonger på elitnivå. 2020-02-11 pensionerades Palms tröja nummer 15 av Borås Basket. Nummer 15 hänger, tillsammans med nummer 14 (Jonas Larsson) och nummer 7 (Henrik Carlsson), i Boråshallens tak. 

### Fotnoter
1. ↑  Nordström, Maria (26 maj 2009). ”Palm lämnar Dragons”. Sundsvalls Tidning. Arkiverad från originalet den 13 november 2014. https://web.archive.org/web/20141113004958/http://www.st.nu/sport/basket/palm-lamnar-dragons. Läst 19 januari 2013.

### Webbkällor
- Michael Palm till Sundsvall Dragons Aftonbladet.se 2003-09-05
- stoneline.se